# Championnats du monde de tennis de table 1969
Navigation
Édition précédente Édition suivante
Les championnats du monde de tennis de table 1969, trentième édition des championnats du monde de tennis de table, ont lieu du 17 au 27 avril 1969 à Munich, en Allemagne de l'Ouest.
Le titre messieurs est remporté par le japonais Shigeo Itō.